# Oliver Genausch
Oliver Genausch (* 1. Juni 1991 in Dresden) ist ein deutscher Fußballspieler, der seit 2021 beim SC Freital unter Vertrag steht.

## Karriere
Er entstammt der Jugendabteilung des SC Borea Dresden. Seinen ersten Einsatz im Erwachsenenbereich hatte er am letzten Spieltag der Spielzeit 2008/09, als er im Spiel gegen ZFC Meuselwitz 10 Minuten vor Spielende eingewechselt wurde. Zu Beginn der Saison 2011/12 wechselte er zur zweiten Mannschaft von Dynamo Dresden in die Fußball-Oberliga Nordost. In der Winterpause der Saison 2013/14 wechselte er zum Fußball-Regionalligisten FSV Zwickau. In der Saison 2015/16 gelang ihm mit dem sächsischen Verein der Aufstieg in die 3. Liga. Zu seinem Profidebüt in der 3. Liga kam er am 4. März 2017 beim 3:1-Auswärtssieg gegen den FC Rot-Weiß Erfurt, als er in der 59. Spielminute für Aykut Öztürk eingewechselt wurde. Zu Beginn der Saison 2017/18 wechselte Oliver Genausch zum Nordost-Regionalligisten FSV Wacker 90 Nordhausen. Im Winter 2020 wechselte er innerhalb der Liga zum VfB Auerbach, den Verein verließ er bereits im Sommer 2020 wieder und schloss sich dem Bischofswerdaer FV 08 an. Eine Spielzeit später verließ Genausch wiederum den BFV und schloss sich dem SC Freital an.

## Erfolge
FSV Zwickau
- 2016: Meister der Regionalliga Nordost (Saison 2015/16)
- 2016: Aufstieg in die 3. Liga